# Todd Marinovich
Todd Marvin Marinovich, nato Marvin Scott Marinovich (San Leandro, 4 luglio 1969), è un ex giocatore di football americano statunitense che ha militato nel ruolo di quarterback nella National Football League (NFL), nella Canadian Football League (CFL) e nella Arena Football League (AFL). Al college giocò a football a USC. Marinovich è noto per la sua intensa e ben documentata preparazione atletica sin dalla giovane età per raggiungere le leghe professionistiche, la cui carriera fu poi accorciata principalmente dalla sua dipendenza da droghe.

## Carriera professionistica
Marinovich fu scelto come 24º assoluto nel Draft NFL 1991 dai Los Angeles Raiders, il secondo quarterback scelto (davanti a Brett Favre). Non giocò come titolare fino a quando Jay Schroeder si infortunò nell'ultima gara della stagione, dove disputò una prova positiva completando 23 passaggi su 40 tentativi per 243 yard contro i Kansas City Chiefs in una sconfitta di misura. Per tale motivo scese in campo come titolare la settimana successiva nuovamente contro Chiefs nei playoff ma la prestazione fu di diverso tenore, lanciando 140 yard e subendo quattro intercetti nella sconfitta 10-6. Dopo la gara ruppe uno specchio dello spogliatoio col suo casco.
Dopo che i Raiders persero le prime due gare della stagione 1992 con Schroeder come quarterback, Marinovich divenne titolare. Lanciò 395 yard nella sconfitta nella sua prima partita in stagione, perdendo anche la successiva settimana. Dopo di ciò vinse delle successive quattro gare, prima di perdere contro i Dallas Cowboys. La miglior gara di Marinovich in quel periodo fu contro i Buffalo Bills l'11 ottobre 1992, quando completò 11 passaggi su 21 per 188 yard e 2 touchdown nella vittoria 20-3. Nel turno successivo Marinovich partì come titolare contro i Philadelphia Eagles, vedendosi intercettare tre dei suoi primi dieci passaggi. Schroeder riconquistò il posto da titolare e Marinovich non giocò più nella NFL. Nel 2008, ESPN lo ha nominato la 31ª peggiore scelta nel draft di tutti i tempi.

## Statistiche
NFL
| Yard passate  | 1.345 |
| Touchdown     | 8     |
| Intercetti    | 9     |
| Passer rating | 66,4  |